# Bruno Goosse
 (juin 2023).
Bruno Goosse, né le 8 janvier 1962 à Namur, est un artiste belge. Il enseigne à l'Académie royale des beaux-arts de Bruxelles.

## Biographie
Bruno Goosse naît 8 janvier 1962 à Namur,. Issu d'un milieu rural, il passe son enfance dans un village d'Ardenne, Carlsbourg, qu'il dessinera dans sa première bande dessinée : Le Bois des païens. À 18 ans, il s'inscrit à l'Académie royale des beaux-arts de Bruxelles dans l'atelier de dessin où il suit les cours de Lucien Massaert. Parallèlement à sa formation, il réalise Le Bois des païens qui est publié en 1985 dans la collection « Histoire singulière » aux éditions Bédéscope, suivi en 1989 de l'album Le Jeu de l'oie dans la collection « Couleurs 5 » aux éditions Magic Strip. Il collabore à la revue À suivre ainsi qu'au Monde de la musique (1991-1992) et à la revue Génération (1994-1995).
Son travail s’oriente ensuite vers des questionnements proches de ceux de la peinture, (coupe, collage, déplacement, marquage) tout en gardant un intérêt pour la temporalité qui se marque principalement par le recours à des procédures explicites (Galerie Debras-Bical, Bruxelles, 1995, 1996). Il développe un travail qui tente de rendre perceptible le récit de la réalisation de l’objet exposé. En écrasant de la peinture entre des barres d’aluminium et des feuilles de plexiglas, puis en séparant ces éléments, il met au point un processus qui exhibe à la fois l’objet et la règle ayant conduit à sa réalisation (1999, Centre d’art contemporain du Luxembourg, Belgique ; Centre d'art Sittard, Pays-Bas ; galerie Debras-Bical).
En 1999, après avoir milité pour que l'enseignement supérieur artistique bénéficie d'une structure propre alors qu'il était menacé d'être absorbé dans des écoles existantes, il intègre l'équipe du cabinet ministériel de Françoise Dupuis afin de travailler à la réforme de cet enseignement. À la suite de cette expérience d'écriture de textes juridiques qui dura 5 ans, son travail artistique se modifie et devient une réflexion sur la contrainte tant sous forme de textes que sous forme d'images auxquelles il tente de donner forme (Tirant d'air, 2006,, présenté au centre d'art Passages, de Troyes et à la MAAC à Bruxelles (2006).
En utilisant des documents et des archives, en convoquant des récits et des faits avérés, sa pratique se présente comme une relecture de récits constituant les marges de l’histoire. Elle interroge le rapport souvent non discuté d’une société à la valeur qu’elle donne aux choses. Souvent narrative, son travail se développe sous forme de vidéo, d’installations de documents et de publications,.
Identifiée à une pratique de recherche dans la mouvance de l’artiste enquêteur  « l’œuvre de Bruno Goosse [...] exemplifie la tendance qui consiste, pour certains artistes contemporains, à entreprendre des enquêtes proches des recherches menées en sciences humaines, particulièrement en histoire, affirmant ainsi – en non-spécialistes – un intérêt renouvelé pour le réel et alimentant des questionnements de nature épistémologique. La position adoptée par l’artiste est en elle-même signifiante : s’il s’attelle à une étude historique, il ne le fait pas en savant, affublé d’une autorité institutionnelle ou d’une accréditation universitaire ; c’est en amateur qu’il entreprend cette enquête.» Ce qui a des conséquences sur la manière dont le travail opère dans le champ social car « […] cette absence de légitimité, dès lors qu’elles se trouve proposée en partage aux récepteurs (visiteurs, auditeurs ou lecteurs / spectateurs), travaillent à ce que ces derniers se trouvent en quelque sorte placés de plain-pied avec les instigateurs de l’enquête – cette égalité de situation n’étant pas sans favoriser l’adhésion et l’empathie. Les investigations menées y gagnent ainsi en ouverture démocratique […] »
Ses recherches ont été rendues publiques à Bruxelles, a été 78, ( vous êtes-vous lavé les mains,, 2021), Vilnius, Lituanie, à Titanikas, Tartu, Estonie, à Kogo Gallery, (atmosphère sanatoriale, 2020), Montréal, au centre d'art et d'essais contemporain Occurrence, (échoué n'est pas coulé 2020), à Saint-Omer, à l'espace 36, (inspiration/exposition, 2019), Charleroi, au  BPS22, Classement diagonal,, Panorama, (2016-2017), Miami et Washington (2017) (Bienal de las fronteras, Institut culturel de Mexico) (2016), Ottignies-Louvain-la-Neuve (Biennale 8)(2013), Pékin (Namoc) (2012), Berlin (G.A.S-station) (2011), Bruxelles (de Markten), Cassel (Festival du film documentaire et vidéo)
Il a co-dirigé avec Jean Arnaud Document, fiction et droit en art contemporain parus aux PUP/ArBA en 2015.
Président du Conseil supérieur de l'enseignement supérieur artistique de la Fédération Wallonie-Bruxelles (2009-2013), puis vice-président (2013-2015), il a créé avec Marc Partouche et Corinne Diserens une plateforme de soutien à la recherche en art en FWB: A/R (art-recherche).
En 2020, il participe à la fondation de la Fédération des Arts Plastiques, première fédération représentative des acteurs et actrices de l'écosystème des arts plastiques en Fédération Wallonie-Bruxelles dans laquelle il s'investit pour la défense du droit des artistes à obtenir une juste rémunération en échange de l'exposition de leur travail dans des lieux subventionnés. « Les institutions subventionnées ne peuvent plus considérer que le marché est seul responsable de la rémunération des plasticien.ne.s, alors que le salaire des employé.e.s de ces lieux ne lui est aucunement lié. La rémunération des artistes plasticien.ne.s doit s’envisager pour l’exposition publique de leur travail car c’est le moment où l’œuvre agit dans le champ social, le moment de la rencontre du travail artistique avec le public,. »

## Œuvre

### Filmographie
- Le Vent tourne, 21 min 19 s, coréalisé avec Raphaël Balboni (2006) ;
- L’Ordre des couleurs 5 min 12 s (2006) ;
- World’s picture, coréalisé avec Raphaël Balboni (2008) ;
- Exit[29],[30], documentaire, réalisateur, 28 min 17 s, production Atelier Graphoui (2011) ;
- Marcher comme sur des œufs, réalisateur[31], 51 min, production Atelier Graphoui (2013) ;
- Manipulation, 5 min 33 s (2013) ;
- Notes jaunes, 26 min 35 s (2014) ;
- French Practice 1, 97 min 36 s (2015) ;
- Panora(mic)ma(c), 5 min 13 s (2015) ;
- Les Détails de l'histoire, coréalisé avec Raphaël Balboni, 18 min (2016) ;
- Un train de sénateur est-il électrique ?, 13 min 4 s (2016) ;
- French Practice 2, 28 min 48 s (2018) ;
- Échoué n'est pas coulé, 20 min (2020).
- Tirant d’air, DVD édité par le CAC Passages et la MAAC (2006).

### Ouvrages
- Around Exit, Bruxelles, éditions la part de l'œil, coll. « Diptyque », 2014  (ISBN 9782930174464) ;
- Document, fiction et droit en art contemporain[32],[33] co-direction de l'ouvrage avec Jean Arnaud, Éditions des presses universitaires de Provence (2015) ;
- Classement diagonal[34], Éditions la lettre volée, 2018  (ISBN 9782873175108).

### Collectifs
- L'Oiseau de la paix[35], Association du livre de la paix, janvier 1986
Scénario et couleurs : collectif - Dessin : collectif dont Bruno Goosse40 auteurs réunis pour un album pour la paix.